# Verbascum humnickii
Verbascum humnickii är en flenörtsväxtart som beskrevs av Adrien René Franchet. Verbascum humnickii ingår i släktet kungsljus, och familjen flenörtsväxter. Inga underarter finns listade i Catalogue of Life.